# Dobranten
Dobranten ist eine Wüstung im heutigen Landkreis Nordwestmecklenburg in Mecklenburg-Vorpommern.
Das Dorf wurde im 16. Jahrhundert im Zusammenhang mit Feldern erwähnt und befand sich nahe Löwitz bei Rehna. Der Zeitraum und die Gründe für die Aufgabe des Ortes sind nicht überliefert.